# Maciejów (stacja kolejowa)
Maciejów (ukr: Станція Мацеїв) – stacja kolejowa w Maciejowie, w obwodzie wołyńskim, na Ukrainie. Jest częścią Kolei Lwowskiej. 
Znajduje się na linii Kowel – Jagodzin, między stacjami Kowel (26 km) i Luboml (23 km).

## Historia
Stacja została otwarta w 1877 roku podczas budowy linii Kowel - Chełm.
Na stacji zatrzymują się tylko pociągi podmiejskie.

## Linie kolejowe
- Kowel – Jagodzin